# Nordkirchen
Nordkirchen – miejscowość i gmina w Niemczech, w kraju związkowym Nadrenia Północna-Westfalia, w rejencji Münster, w powiecie Coesfeld. W 2010 roku liczyła 10 434 mieszkańców.